# Дом культуры речников (Печора)
Дом культуры речников (ДКР) — дом культуры, а также торгово-развлекательный центр, находящийся в городе Печора Республики Коми.

## История здания
Фундамент здания был заложен в 1954 году, но стройка была законсервирована и продолжилась лишь в 1958 году. Завершающим годом строительства можно считать 1962 год. 

Дом культуры задумывался как культурный центр для работников речного транспорта, так как здание районного Дома культуры было разрушено из-за пожара. Ещё до полного завершения строительства в здании уже проводились репетиции.

##### Реконструкция и ремонт
Ремонт здания начался в 1985 году. Причиной послужило то, что крыша из кровельного железа пришла в негодность. В 1990 году Дом культуры речников окончательно закрылся для посетителей. И только через 15 лет реконструкция здания завершилась. В 2005 году Дом культуры вновь начал функционировать. Полностью обновился фасад здания, была заменена кровля, и здание перекрасили в новый цвет.

## Архитектура
Главный фасад выходит на Печорский проспект, украшен шестиколонным портиком коринфского ордера с растительными узорами в капителях. Между колоннами на уровне второго этажа — парапет балкона. Над портиком широкий фронтон с барельефной эмблемой из якорей. Над колоннами расположена надпись: «Клуб речников, 1961 год». Здания выполнено в стиле неоклассицизма.
В 2018 году администрация муниципалитета вынесла распоряжение о включении Дома культуры речников в Единый государственный реестр объектов культурного наследия (памятников истории и культуры) народов России в качестве объекта культурного наследия регионального значения.

## Использование Дома культуры
Здание использовалось для художественной самодеятельности. В нём занимались ансамбль народного танца «Северянка» и эстрадный оркестр Анатолия Иконникова. В 1970 году в ДКР и в самой Печоре появился второй творческий коллектив, получивший звание «народный» — академический хор. У печорских зрителей большой популярностью пользовались два вокальных ансамбля — мужской «Фабричные ребята» и женский «Юность». В первом пели Игорь Зелик, Дмитрий Козориз, Владимир Калинин, Юрий Поляков и Михаил Круссер. Во втором участницами были певицы, выступавшие к тому же и как солистки, — Роза Бубис (Рубина), Рита Батенева (Гуревич), Наталия Зелик и некоторые другие. Руководитель этих двух ансамблей Игорь Зелик объединил их в одно целое и объявил дополнительный набор желающих заниматься хоровым пением печорцев. Очень скоро в составе хора было уже более 40 человек, и он стал называться академическим. Этому коллективу было под силу исполнение практически любых вокальных пьес — от народных песен до произведений классического характера.
В настоящее время здание используется как торгово-развлекательный центр. На данный момент там функционирует: кафе, фитнес-зал, тир, детская развлекательная площадка и бильярдный клуб. Также действует прокат роликовых коньков.
До 2014 года на втором этаже здания располагался боулинг.
Осенью 2016 года планировалась реконструкции здания.

## Расположение
Дом культуры находится по адресу: Печорский проспект, 33. ДКР располагается на площади Победы, напротив Вечного Огня и Аллеи Славы. На площади часто проводят городские мероприятия, праздники и парады, посвященные Дню Победы.